# Mitsubishi B1M
Mitsubishi B1M (яп. 一三式艦上攻撃機) — серійний палубний бомбардувальник-торпедоносець Імперського флоту Японії 20-30-х років 20 століття.

## Історія створення
На початку 1920-х років Імперський флот Японії розпочав програму побудови авіаносців. Керівництво фірми Mitsubishi, якій було доручено розробку літаків палубного базування, не маючи відповідного досвіду, запросило на свій новий авіабудівний завод групу з семи конструкторів фірми «Sopwith» під керівництвом провідного інженера Герберта Сміта (англ. Herbert Smith).
Британським конструкторам була поставлена задача розробити всю номенклатуру літаків для розміщення на авіаносцях: винищувач, торпедоносець, розвідник.  
Розвідник Mitsubishi 2MR та винищувач Mitsubishi 1MF вийшли вдалими машинами, на відміну від бомбардувальника Mitsubishi 1MT, який виявився занадто громіздким для розміщення на авіаносцях.
Йому на заміну був розроблений літак Mitsubishi B1M.
Прототип, під назвою 2МТ1, здійснив перший політ у січні 1923 року. На вдміну від попередника, цей літак вийшов вдалим. Це був суцільнодерев'яний біплан, оснащений двигуном Napier Lion потужністю 450 к.с. (на пізніших версіях встановлювали двигун Hispano-Suiza потужнісю 500 к.с.) з дволопасним дерев'яним гвинтом з фіксованим кроком. Для зручності розміщення на авіаносцях крила літака складались. У 1924 році літак був прийнятий на озброєння під назвою «Палубний штурмовик Тип 13» (або B1M1).

## Тактико-технічні характеристики (2MT2)

### Технічні характеристики
- Екіпаж: 2 чоловік
- Довжина: 9,77 м
- Висота: 3,50 м
- Розмах крил: 14,77 м
- Площа крил: 59,00 м²
- Маса порожнього: 1 442 кг
- Маса спорядженого: 2 697 кг
- Двигуни: Napier Lion
- Потужність: 500 к. с.

### Льотні характеристики
- Максимальна швидкість: 210 км/г
- Практична стеля: 4 500 м
- Тривалість польоту: 2 г 35 хв

### Озброєння
- Кулеметне: 4× 7,7 мм кулемети
- Бомбове: 1× 457-мм торпеда або 2х 240-кг бомби

## Модифікації
- B1M1 - перша серійна версія; двомісний, з двигуном Napier Lion (450 к.с.); позначення - «Палубний штурмовик Тип 13-1» (заводські позначення 2MT1, 2MT2 та 2MT3); (197 екз.)
- 2MT4 - прототип розвідувального гідролітака (1 екз.);
- 2MT5 - прототип двомісного бомбардувальника-торпедоносця; двигун Mitsubishi Hi (ліцензійна версія Hispano-Suiza); (1 екз.)
- B1M2 - тримісний серійний торпедоносець; позначення - «Палубний штурмовик Тип 13-2» (заводське позначення 3MT1) (115 екз.)
- B1M3 - покращений варіант B1M2; новий пропелер та коробка передач;  позначення - «Палубний штурмовик Тип 13-3» (заводське позначення 3MT2) (128 екз. збудовано Mitsubishi, 87 - 11-м арсеналом флоту у Хіросімі)
- Тип 87 - легкий бомбардувальник (армійський варіант)
- T-1.2 - конверсія для цивільного використання

## Історія використання
Літак Mitsubishi B1M був прийнятий на озброєння у 1924 році і розміщувався на авіаносцях «Каґа» та «Хошо» до середини 1930-х років. У січні-лютому 1932 року Mitsubishi B1M взяли участь в бойових діях під час «Шанхайського інциденту» (збройного конфлікту між Японією та Китаєм), здійснивши ряд нальотів на Шанхай. При цьому один літак B1M був втрачений.
До середини 1930-х років Mitsubishi B1M морально застарів, але через відсутність гідної заміни частина літаків перебувала на озброєнні до 1938 року.